# Рандавська волость
Рандавська волость — історична адміністративно-територіальна одиниця Богодухівського повіту Харківської губернії з центром у селі Рандава.
Станом на 1885 рік складалася з 20 поселень, 8 сільських громад. Населення — 2124 особи (1073 чоловічої статі та 1051 — жіночої), 372 дворових господарства.
|                     | Площа, десятин | У тому числі орної, дес. |
| ------------------- | -------------- | ------------------------ |
| Сільських громад    | 1643           | 1542                     |
| Приватної власності | 9041           | 7000                     |
| Іншої власності     | —              | —                        |
| Загалом             | 10684          | 8542                     |

Найбільше поселення волості станом на 1885:
- Рандава — колишнє власницьке село при річці Колонтаївка за 52 версти від повітового міста, 273 особи, 44 двори.